# ブエノスアイレス 摂氏零度
『ブエノスアイレス 摂氏零度』（ブエノスアイレス せっしれいど、原題：攝氏零度 春光再現、英題：Buenos Aires Zero Degree）は1999年の香港のドキュメンタリー映画。

## 概要
ウォン・カーウァイ監督の『ブエノスアイレス』のメイキングを含むドキュメンタリー映画。
『ブエノスアイレス』本編からは大量にカットされたシーンがこの作品で初めて明かされた。ファイ（トニー・レオン）の妻（シャーリー・クワン）の登場シーンや、ウィン（レスリー・チャン）を診察した女医をめぐる三角関係、チャン（チャン・チェン）とファイの関係、ファイの妻とチャンの関係など、当初はウォン・カーウァイのそれまでの映画と同様に登場人物が幾重にも接点を持つ物語だったことが明かされている。

## キャスト
- レスリー・チャン
- トニー・レオン
- チャン・チェン
- ウォン・カーウァイ
- シャーリー・クワン

## スタッフ
- 監督：クワン・プンリョン、アモス・リー
- 撮影：クリストファー・ドイル